# ريكاردو سانشيز
ريكاردو سانشيز (بالإنجليزية: Ricardo Sanchez)‏ (و. 1953 –  م) هو ضابط أمريكي برتبة فريق ولد في ريو غراندي سيتي، تكساس، وهو عضو في الحزب الديمقراطي الأمريكي.

## روابط خارجية
- ريكاردو سانشيز على موقع IMDb (الإنجليزية)
- ريكاردو سانشيز على موقع إن إن دي بي (الإنجليزية)